# From the Abyss
From the Abyss (フロム・ジ・アビス) est un jeu vidéo de type dungeon crawler développé et édité par Sonic Powered, sorti en 2008 sur Nintendo DS.

## Accueil
- IGN : 7,5/10[1]